# Datation des eaux souterraines
 (juillet 2010).
La datation des eaux souterraines est un outil de gestion de la ressource en eau pour les collectivités et les bureaux d’études.

## Description
C’est à la recommandation du bon état écologique des eaux en 2015 requise par la directive cadre européenne, que la datation des eaux souterraines peut permettre de répondre en permettant d'estimer le temps de réaction de l'aquifère à tout changement.
L’analyse des concentrations en CFC a également un second avantage non négligeable dans la gestion des bassins versants. C’est un excellent traceur des eaux récentes car spécifique des eaux infiltrées après les années 1950. Leur présence dans une nappe « ancienne » ou leur apparition progressive au cours d’un essai de pompage longue durée sont les signes de connexions de l’aquifère exploité avec les eaux de surface et donc d’une vulnérabilité potentielle de la ressource.
La datation des eaux souterraines permet d’apporter des éléments de réponse aux questions essentielles de la gestion de l’eau :
- Quel est le taux de renouvellement de la nappe ?
- De quand datent les polluants présents dans la nappe (et en particulier de quand datent les nitrates) ?
- Quel délai va-t-il exister entre un changement de pratiques en surface et un changement de la qualité de l’eau ?

## Historique
La détermination du temps de résidence des eaux souterraines est souvent réalisée de manière indirecte à partir de la résolution des équations de Darcy ou de la Loi de Fick. Mais cette méthode nécessite une connaissance exhaustive du milieu souterrain et de ses propriétés hydrauliques pour limiter l’incertitude sur les âges. L’approche directe à l’aide d’un traceur permet une observation plus objective des temps de résidence au sein de l’aquifère, à l’échelle du bassin versant.
Il existe différents types de traceurs adaptés aux différents ordres de grandeurs qui peuvent être rencontrés dans le milieu souterrain. Le plus connu est sans conteste le Carbone 14 utilisé pour des temps de résidences compris entre quelques centaines d’années et 50 000 ans. D’une manière générale ces nappes à très faible taux de renouvellement (parfois abusivement qualifiées de nappes fossiles) sont plutôt aujourd’hui bien identifiées car elles sont souvent des aquifères relativement productifs et très utilisés.
Un second traceur largement utilisé en hydrogéologie est le tritium dont la concentration atmosphérique a été marquée par un pic durant le début des années 1960, à la suite des essais nucléaires atmosphériques. Les concentrations sont aujourd’hui beaucoup plus basses et les mesures sont devenues beaucoup plus délicates à interpréter.
Les chlorofluorocarbones (CFC) sont eux caractéristiques des eaux récentes, infiltrées au cours des 50 dernières années. Ce sont donc des traceurs contemporains de l’intensification des activités anthropiques tant au niveau agricole que technologique.
Les CFC ou chlorofluorocarbones sont plus connus sous leur nom commercial : fréon. Leur production de ces gaz a commencé au cours des années 1950 dans un premier temps pour remplacer les gaz réfrigérants habituels plutôt dangereux et toxiques (ammoniaque, isobutane etc.). Ils ont eu depuis de nombreuses autres applications comme gaz propulseur des aérosols, solvants, matière première dans la synthèse de composés synthétique agent d’expansion de mousse.
Les CFC de par leur innocuité pour la population humaine (ininflammables, non toxiques ni cancérigènes) ont été très largement utilisés. En conséquence, les concentrations atmosphériques de ces gaz ont très fortement augmenté dans l’atmosphère à partir des années 1960. Néanmoins dès 1974 des études scientifiques ont mis en évidence que le radical Cl issu de la photolyse de ces composés pouvait avoir un effet destructeur sur la couche d’ozone, rempart naturel de la Terre contre les UV solaires. À partir de 1978, la NOAA (National Oceanic and Atmospheric Administration) a lancé un programme de suivi des composés halogénés (dont font partie les CFC) dans l’atmosphère. Dès 1985 la production de ces composés a été réglementée au travers du protocole de Montréal. La fin des CFC est annoncée dans les années 1990 lorsqu’ils sont classés dans la catégorie des gaz à effet de serre. Ils sont également soumis au protocole de Kyoto ratifié en 1997.
Le fort engouement industriel pour ces gaz « miracles » puis la découverte de leur(s) propriété(s) néfaste(s) pour l’environnement ont conduit à une évolution caractéristique des concentrations atmosphériques de ces composés (figure 1) : une croissance exponentielle entre 1950 et 1990, avant un plateau des années 1990 aux années 2000 suivi d’une légère diminution à partir des années 2000.
Les CFC ont d’abord été utilisés dans le cadre de la datation et du suivi des masses océaniques dans les années 1970. Les premières études hydrogéologiques datent de la fin des années 1970 et leur utilisation plus régulière est concomitante de la publication d’une procédure de prélèvement par l’USGS.
La datation des eaux par les CFC a été rendue possible par la connaissance de :
- leurs concentrations atmosphériques sur les 50 dernières années[7],
- leurs solubilités dans l’eau[8].

De plus, les concentrations en CFC dans l’air et l’eau sont assez importantes pour être quantifiées. Enfin ce sont des composés relativement stables face aux conditions physico-chimiques atmosphériques et biogéochimiques rencontrées dans les milieux souterrains.

## Qu'est-ce que l’âge des eaux souterraines?
Au sein des aquifères, l’âge des eaux souterraines, c'est-à-dire de son temps de transfert de son point d’infiltration vers son exutoire naturel ou non (captage) peut varier du jour au(x) million(s) d’années suivant le contexte géologique et hydrogéologique local. Pour les hydrogéologues c’est « le » paramètre essentiel qui permet de calibrer temps de renouvellement, temps de transfert et vitesse de l’eau :
- Âge = temps de transfert : il permet donc de déterminer la vitesse entre deux points d’eau situés sur une même ligne d’écoulement, de prédire le temps que mettra une pollution à atteindre l’ouvrage en aval… Le temps de transfert de l’eau c’est aussi le reflet du temps de transfert des solutés présents dans l’eau comme les nitrates et les pesticides (au facteur de retard près)
- Âge = taux de renouvellement : la mise en pompage d’un site modifie son hydrodynamique, mais le débit pompé permet-il d’atteindre un nouvel équilibre ou tend-il à faire intervenir de plus en plus d’eau à faible taux de renouvellement et donc de plus en plus vulnérables ?
- Âge = outil de calage des modèles hydrogéologiques : parce que le facteur temps est souvent un paramètre limitant dans l’évaluation des modélisations numériques.

Ainsi la connaissance de l’âge de l’eau peut permettre d’apporter des éléments de réponse dans les problématiques de pollution diffuse ou ponctuelle et de connaissance de la ressource.
La datation des eaux souterraines est donc un outil qui permet de mieux connaître le fonctionnement des nappes souterraines. Elle permet de mieux comprendre les évolutions des qualités chimiques des eaux de nappes et des rivières qui y sont associées. Validée scientifiquement, c’est désormais un outil innovant d’aide à la décision pour une gestion durable de la ressource en eau accessible à tous les acteurs de la protection de la ressource en eau.

## Le principe de la datation

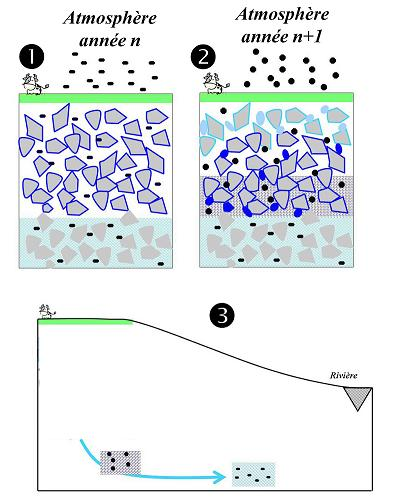
Représentation simplifiée de la circulation d’eaux souterraines marquées par transfert « piston ».
1) La première année, l’eau des précipitations s’infiltre dans le milieu et acquiert la signature chimique de l’atmosphère (symboles identiques).
2) l’année suivante, la concentration atmosphérique du traceur augmente, l’eau qui s’infiltre au cours de cette année a donc une signature chimique différente de celle de l’année précédente.
3) ces signatures chimiques vont, en l’absence de dilution, de mélange ou de dégradation, être conservées par la masse d’eau jusqu’à l’exutoire du système.

En théorie le principe de datation par traceurs atmosphériques tels que les CFC est assez simple : l’eau qui s’infiltre dans le sous-sol se met à l’équilibre avec l’atmosphère, elle a donc une signature chimique en lien direct avec la composition de l’atmosphère. 
Dans le milieu souterrain on admet communément (en tout cas dans les zones de recharge) et par simplification que la circulation des eaux souterraines est de type « circulation par effet piston » : dans ce type de circulation il n’y a que peu de mélange entre les masses d’eau infiltrées au cours de pluies différentes, et à fortiori au cours d’années différentes. De manière très imagée, on peut assimiler la circulation des eaux souterraines à un collier de perles ou chaque nouvelle pluie infiltrée (perle) vient pousser celle précédemment en place, aboutissant, en bout de chaîne, à la libération d’une masse d’eau au niveau de l’exutoire. Tout l’intérêt de la datation des eaux réside dans le fait de savoir combien de « perles » contient le « collier » représentant la circulation des eaux souterraines. Pour des situations plus complexes, un échantillon d’eau peut représenter les contributions composites de plusieurs zones de contribution ayant chacune son temps de résidence propre. Dans ce cas, la distribution des temps de résidence au sein de l’aquifère est une mesure tout à fait importante, même si elle ne représente plus directement le temps de résidence mais un âge apparent.
Pour suivre une masse d’eau il suffit de la « marquer » à l’aide de traceurs (figure 2). La masse d’eau qui s’infiltre va garder tout au long de son trajet souterrain sa « signature atmosphérique » jusqu’à son exutoire naturel (source, rivière) ou artificiel (captage, forage). 
Plusieurs gaz atmosphériques composent cette « signature atmosphérique » de l’eau, mais il convient d’utiliser comme traceur un (ou des) composés qui sont peu sensibles à la dégradation et à l’adsorption dans le milieu naturel et dont les concentrations d’une année sur l’autre sont connues et varient suffisamment pour être distinguées. Les chlorofluorocarbones ont été identifiés depuis les années 1970 en océanographie et le début des années 1980 en hydrogéologie, comme répondant à ces contraintes et représentent donc des traceurs adéquats des masses d’eau. 
Le succès de la datation des eaux souterraines à partir du dosage des CFC repose sur quatre conditions principales :
- L’aquifère n’est pas contaminé en CFC par des sources anthropiques (décharges sauvages où auraient pu être stockés des réfrigérateurs, site situé à proximité d’une zone industrielle utilisant ou ayant utilisé des CFC dans leurs processus industriels…) ; néanmoins il est assez rare que le site soit contaminé pour tous les CFC analysés chacun ayant un usage spécifique (réfrigérant, solvant ou gaz propulseur).
- Les concentrations en CFC n’ont pas été altérées par des processus biologiques, géochimiques ou hydrologique ayant conduit par dilution ou dégradation à une baisse significative des concentrations en CFC dans l’eau. À noter que les CFC sont des composés peu dégradable et que processus de dégradation biologique sont séquentiels. La dégradation de tous les CFC analysés nécessite des conditions de milieu extrêmement réductrices qui sont rarement rencontrées dans les milieux souterrains. L’utilisation de plusieurs CFC permet d’éviter que la dégradation d’un CFC compromette toute datation. Les dilutions sont quant à elles souvent déjà quantifiées par la ou les étude(s) hydrogéologique(s) réalisées sur le site ce qui permet de s’en affranchir.
- La température moyenne du sol doit pouvoir être estimée pour calculer le facteur de solubilité.
- La méthode de prélèvement doit permettre un échantillonnage sans contact atmosphérique ou avec toute autre source de CFC.

## L’analyse des CFC
Les concentrations atmosphériques en CFC sont faibles, de l’ordre du µL pour 1000 L d’air. De par les lois de solubilité des gaz entre l’eau et l’air, les concentrations en CFC dans les eaux souterraines sont 100 à 1000 fois moins importantes : de l’ordre de la picomole par litre (10-12 mol/L). L’analyse des CFC nécessite donc des outils analytiques de pointe. Par un système de pré-concentration, appelé purge-and-trap qui permet de concentrer en un faible volume (quelques millilitres) l’ensemble des gaz de l’échantillon (30 mL d’eau) on atteint ainsi une limite de détection extrêmement faible.

## Quelques exemples d'études
En 2006, une vingtaine d’études de datation des nappes souterraines à l’aide des CFC pouvaient être dénombrées sur une quinzaine de sites (ne sont pas comptées ici les études portant sur la validité de la méthode et l’influence de certains paramètres). Bien que la majorité des études aient lieu aux États-Unis, quelques-unes ont été réalisées en Europe ou en Australie. La plupart des études ont été développées par (ou ont impliqué) les auteurs E. Busenberg et N. Plummer (USGS, Reston) ou P. Cook (CSIRO, Australie). 
En France, depuis 2007, une trentaine d'études de datation des nappes souterraines à l'aide des CFC ont été réalisés pour des organismes d'état, des syndicats des eaux, des eaux thermales et embouteillées.

## Voir Aussi